# Ал Мутино (Лука)
Ал Мутино (итал. Al Mutino) је насеље у Италији у округу Лука, региону Тоскана.
Према процени из 2011. у насељу је живело 14 становника. Насеље се налази на надморској висини од 189 м.